# Mamadou Kiari Liman-Tinguiri
 (septembre 2014).
Si vous disposez d'ouvrages ou d'articles de référence ou si vous connaissez des sites web de qualité traitant du thème abordé ici, merci de compléter l'article en donnant les références utiles à sa vérifiabilité et en les liant à la section « Notes et références ».
Mamadou Kiari Liman-Tinguiri, né à Gouré (République du Niger) le 20 décembre 1953, est un économiste nigérien.

## Biographie
Après les études primaires dans son village natal, il est admis en octobre 1966 au Lycée national à Niamey pour des études classiques. Il obtient le baccalauréat série D en juin 1973 avec la mention assez bien[réf. nécessaire].
Kiari Liman-Tinguiri commence ses études supérieures à l’Université de l’État à Liège en Belgique en 1974 où il suit des cours de statistiques, mathématiques et économie et obtient le diplôme de candidature en 1977 puis une licence en sciences économiques et une maîtrise (économétrie) et un Diplôme d’études approfondies en économie du développement ainsi qu'un Diplôme d’Études supérieures européennes en 1982  à l’Université de Nancy 2 en France où il soutient une thèse pour le Doctorat en sciences économiques en 1984, réussie avec ma mention très honorable[réf. nécessaire]. C’est devant la même Université qu’il soutient et réussit en 2002 l’habilitation à diriger des recherches en économie du développement.
Il a obtenu en juin 1981 le prix du meilleur étudiant du second cycle en économie et celui du meilleur étudiant de la maîtrise option économétrie à l’Université de Nancy 2[réf. nécessaire].
Il est marié et père de trois enfants[réf. nécessaire].

### Carrière académique
Kiari Liman-Tinguiri a été professeur assistant à l’Université de Nancy 2 de 1982 à 1985, puis à l’Université de Niamey (Niger) où il a été Professeur-maître assistant, puis directeur du département d’économie et Doyen de la Faculté des sciences économiques et juridiques entre 1986 et  1992.

### Carrière diplomatique
Liman-Tinguiri est entré aux Nations unies comme conseiller économique régional, chargé des questions économiques et des politiques sociales auprès du bureau régional de l’Unicef pour l’Afrique de l’Ouest et du Centre. Il y travaille de 1992 à 1999 notamment sur le financement des secteurs sociaux et les programmes visant à atténuer l’impact social des programmes d’ajustement structurel (PAS) mis en œuvre dans les 23 pays d’Afrique de l’Ouest et du Centre. Il occupe ensuite successivement le poste d’Administrateur principal des programmes d’analyse économique et de politique sociale au bureau de l’Unicef en Afrique du Sud post apartheid  à Pretoria où contribue entre autres à la lutte contre le SIDA. Il est ensuite nommé Représentant de l’Unicef en Algérie basé à Alger (2001-2004), puis en Syrie avec résidence à Damas (2004-2006). Il réussit le concours interne des Nations pour les fonctions de Coordonnateur Résident et rejoint le PNUD où il occupe les fonctions de Représentant Résident du PNUD et Coordonnateur Résident du Système des Nations unies en Guinée équatoriale basé à Malabo (2006-2009) et ensuite en Guyane ex-britannique à Georgetown (2009-2011). Il revient à l’Unicef à New York, comme conseiller principal à la division des politiques et des pratiques avant de prendre congés des Nations unies pour le secteur privé.
Il a été président de IEDAS, International Economic Development Advisory Services, basé à Ottawa.[Quand ?]
Il est ambassadeur du Niger aux États-Unis depuis le 2 février 2022.

## Publications
- 1985 : « L'offre de travail des femmes : essai de présentation synthétique des techniques économétriques », Cahiers économiques de Nancy, deuxième semestre 1985.
- 1988 : « L'Économie informelle dans les pays en développement : le cas du Niger ». Article in Cedres - Études Revue Économique et Sociale Burkinabé, no XXV, Université de Ouagadougou, décembre.
- 1989 : « Intégration monétaire et intégration économique : un examen du cas de l'UMOA dans le cadre de la CEAO ». Article Cahiers Économiques de Nancy, 1er semestre 1990 en collaboration avec J. Lama.
- 1990 : « Épargne et crédits informels en milieu rural au Niger : l'activité des tontines et des garde-monnaies villageois ». In La Tontine, pratique informelle d’épargne et de crédits dans les pays en développement. John Libbey, Eurtext et Aupelf (sous la direction de M.Lelart).
- 1990 : « Crise et Ajustement Structurel au Niger (1982-1988) », Politique africaine, Karthala, juin 1990 (sous la direction de Cl. Rainaut).
- 1990 : « Économie du Niger et Contraintes à l'intégration » in Intégration et Développement, Economia, Paris, 1990 (sous la direction de K.S. Ouali).
- 1991 : « Structural Adjustment, growth and human welfare: The case of Niger » 1982-1989, Innocenti occasional paper, International Child Development Center UNICEF, Florence, Italie, 14 mars 1991.
- 1992 : « Structural Adjustment and the African farmer: The case of Niger with John de Coninck », Alex Duncan & John Howell, Overseas Development Institute, Londres.
- 1994 : « Réformes fiscales, génération de ressources et équité en Afrique subsaharienne durant les années 1980 », Innocenti occasional papers, Economic Policy Series no 41, International Child Development Center, UNICEF Florence, Italie.
- 1996 : « Économie politique d’une reforme macro-économique : Un essai de Bilan social de la dévaluation du franc CFA ». Démocraties africaines, Revue de l’Institut Africain pour la Démocratie (IAD), Dakar, 2e trimestre.
- 1997 : « Sustainability of primary health care including immunizations in Bamako: An Assessment of 5 years of field experience in Benin and Guinea », The International Journal of Health Planning no 12 (co-auteur).
- 2006 : Préface de « À propos des femmes, des noirs et du Travail, Questions sans Réponses », Dr Ndolamb Ngokwe, Khartala, Paris, 32 pages.
- 2011 : « Guinée Équatoriale : Une croissance sans développement ? », Stat Eco, Delta-IRD-INSEE no 105, p. 61-72.